# Cantó de Champs-sur-Marne
El cantó de Champs-sur-Marne és una divisió administrativa francesa del departament del Sena i Marne, a la regió de l'Illa de França. Està enquadrat al districte de Torcy. Des del 2015 té 4 municipis i el cap cantonal és Champs-sur-Marne.

## Municipis
- Champs-sur-Marne
- Croissy-Beaubourg
- Lognes
- Noisiel

## Història
| Data d'elecció                           | Identitat        | Partit | Qualitat |
| ---------------------------------------- | ---------------- | ------ | -------- |
| 1979-1994                                | Lionel Hurtebize | PCF    |          |
| 1994-2015                                | Maud Tallet      | PCF    |          |
| les dades anteriors no són pas conegudes |                  |        |          |
|                                          |                  |        |          |